# Kwasówka (Podlachie)
Pour les articles homonymes, voir Kwasówka.
Kwasówka est une localité polonaise de la voïvodie de Podlachie et du powiat de Sokółka.